# Liste der denkmalgeschützten Objekte in Liebenfels
Die Liste der denkmalgeschützten Objekte in Liebenfels enthält die 27 denkmalgeschützten, unbeweglichen Objekte der Kärntner Gemeinde Liebenfels.

## Denkmäler
| Foto |                 | Denkmal | Standort                                          | Beschreibung | Metadaten |
| ---- | --------------- | --- | ------------------------------------------------- | --- | --- |
| ja   | Datei hochladen | Kath. Filialkirche hl. Johannes der Täufer und ehem. Friedhof HERIS-ID: 53698 Objekt-ID: 61709                            | Freundsam Standort KG: Freundsam                  | Die kleine Kirche wurde um 1300 errichtet und 1970 renoviert. Im Inneren befinden sich an der Triumphbogen- und der Langhauswand Freskenreste aus der Bauzeit. Der Hauptaltar stammt von 1660; dahinter befindet sich ein gotischer Wandschrank. | BDA-Hist.: Q17321643 Status: § 2a Stand der BDA-Liste: 2025-06-30 Name: Kath. Filialkirche hl. Johannes der Täufer und ehem. Friedhof GstNr.: .7 Filialkirche hl. Johannes der Täufer, Freundsam (Liebenfels) |
| ja   | Datei hochladen | Burgruine Gradenegg HERIS-ID: 35802 Objekt-ID: 34608                                                                      | bei Freundsam 7 Standort KG: Freundsam            | Die Burg mit romanischem Bergfried, gotischer Ringmauer, Wirtschaftsgebäuden und im 16. Jahrhundert schlossartig ausgebautem Palas ist seit gut 200 Jahren unbewohnt; es sind nur mehr Ruinen vorhanden. | BDA-Hist.: Q1015299 Status: Bescheid Stand der BDA-Liste: 2025-06-30 Name: Burgruine Gradenegg GstNr.: .1 Burgruine Gradenegg, Liebenfels                                                                     |
| ja   | Datei hochladen | Ehem. Pfarrhof HERIS-ID: 33172 Objekt-ID: 30522                                                                           | Glantschach 1 Standort KG: Glantschach            | Der ehemalige Pfarrhof ist ein zweigeschoßiger Bau mit Walmdach. Über dem Westportal steht die Jahreszahl 1727. Im Erdgeschoß Tonnen- und Kreuzgewölbe; im Obergeschoß eine offene Laube. | BDA-Hist.: Q37950583 Status: Bescheid Stand der BDA-Liste: 2025-06-30 Name: Ehem. Pfarrhof GstNr.: .1/1, .1/2 Pfarrhof Glantschach, Liebenfels                                                                |
| ja   | Datei hochladen | Kath. Pfarrkirche hl. Andreas mit Friedhof und Karner HERIS-ID: 53742 Objekt-ID: 61766                                    | Glantschach 2 Standort KG: Glantschach            | Mauern im Langhaus der steinplattlgedeckten Kirche gehen vielleicht auf das 10. Jahrhundert zurück. Der Chor mit Strebepfeilern und der hohe achteckige Sakristeiturm mit Mauerscharten sind spätgotisch. Im Inneren der Kirche eine Holzempore aus dem 16. oder 17. Jahrhundert, und der barocke Hauptaltar mit qualitätsvollen Schnitzfiguren von Johann Pacher. Der Karner ist ein romanischer Rundbau, mit einer Holzdecke aus dem 16. Jahrhundert.                                                                                          | BDA-Hist.: Q38058292 Status: § 2a Stand der BDA-Liste: 2025-06-30 Name: Kath. Pfarrkirche hl. Andreas mit Friedhof und Karner GstNr.: .2 St. Andreas (Glantschach)                                            |
| ja   | Datei hochladen | Pfarrhof HERIS-ID: 53770 Objekt-ID: 61804                                                                                 | Gradenegg 1 Standort KG: Gradenegg                | Zweistöckiger, im Kern gotischer Bau mit abgefasstem spitzbogigen Nordportal. | BDA-Hist.: Q38058442 Status: § 2a Stand der BDA-Liste: 2025-06-30 Name: Pfarrhof GstNr.: .19 Pfarrhof Gradenegg                                                                                               |
| ja   | Datei hochladen | Kath. Pfarrkirche hl. Nikolaus mit Friedhof HERIS-ID: 53771 Objekt-ID: 61805                                              | Gradenegg Standort KG: Gradenegg                  | Die von einer Friedhofsmauer umgebene, steinplattlgedeckte Kirche ist ein mittelalterlicher, mehrmals veränderter Bau mit vorgestelltem spätbarockem Turm. Fresken im Chor stammen aus dem 14. Jahrhundert, die Deckenmalereien im Langhaus aus dem 18. Jahrhundert. | BDA-Hist.: Q2321992 Status: § 2a Stand der BDA-Liste: 2025-06-30 Name: Kath. Pfarrkirche hl. Nikolaus mit Friedhof GstNr.: .18 Pfarrkirche hl. Nikolaus, Gradenegg (Liebenfels)                               |
| ja   | Datei hochladen | Burgruine Alt-Liemberg HERIS-ID: 35807 Objekt-ID: 34614                                                                   | Gößeberg Standort KG: Liemberg                    | Die Ruine der im 16. Jahrhundert aufgegebenen Burg besteht aus den Resten eines romanischen Rundturms mit 2,5 Meter dicken Mauern, einem quadratischen gotischen Bergfried, und den Resten jüngerer Wohnbauten. | BDA-Hist.: Q1015405 Status: Bescheid Stand der BDA-Liste: 2025-06-30 Name: Burgruine Alt-Liemberg GstNr.: .40, .42 Burgruine Liemberg                                                                         |
| ja   | Datei hochladen | Burgruine Hardegg (Hauptburg) HERIS-ID: 35803 Objekt-ID: 34609                                                            | östlich Hardegg 1 Standort KG: Hardegg            | Die Hauptburg bestand aus zwei Türmen: der nordöstliche viergeschoßige Turm aus dem 13. Jahrhundert mit dreieinhalb Meter dicken Mauern ist noch gut erhalten, der südwestliche Turm hingegen eingestürzt. | BDA-Hist.: Q874554 Status: Bescheid Stand der BDA-Liste: 2025-06-30 Name: Burgruine Hardegg (Hauptburg) GstNr.: .77 Ruine Hardegg                                                                             |
| ja   | Datei hochladen | Kath. Filialkirche, Wallfahrtskirche hl. Veit HERIS-ID: 53869 Objekt-ID: 61935seit 2012                                   | Gößeberg Standort KG: Liemberg                    | Schlichter Bau mit Dachreiter. Das abgelegene Kirchlein aus dem 16. Jahrhundert wurde 1923 erneuert. | BDA-Hist.: Q38058736 Status: Bescheid Stand der BDA-Liste: 2025-06-30 Name: Kath. Filialkirche, Wallfahrtskirche hl. Veit GstNr.: .35 Subsidiary church Saint Vitus, Gößeberg (Liebenfels)                    |
| ja   | Datei hochladen | Kath. Filialkirche hll. Peter und Paul HERIS-ID: 53873 Objekt-ID: 61940                                                   | Hart Standort KG: Pflausach                       | Die kleine, vermutlich romanische Kirche mit Vorlaube und spätgotischer Sakristei ist steinplattlgedeckt. Im Inneren Netzgratgewölbe und gotische Wandmalereien. Zur Einrichtung zählen ein barocker Hochaltar und zwei spätgotische Schnitzfiguren. | BDA-Hist.: Q38058771 Status: § 2a Stand der BDA-Liste: 2025-06-30 Name: Kath. Filialkirche hll. Peter und Paul GstNr.: .11 Filialkirche hll. Peter und Paul, Hart                                             |
| ja   | Datei hochladen | Bürgerhaus, ehem. Pfleghaus HERIS-ID: 46115 Objekt-ID: 47782                                                              | Hoch-Liebenfels 4 Standort KG: Rosenbichl         | Das heute als Bauernhaus genutzte, im 15. Jahrhundert errichtete dreigeschoßige Haus war vermutlich Sitz der Verwalter der Burg Liebenfels. Bemerkenswert sind spätgotische Portalgewände. | BDA-Hist.: Q38019342 Status: Bescheid Stand der BDA-Liste: 2025-06-30 Name: Bürgerhaus, ehem. Pfleghaus GstNr.: .15/1                                                                                         |
| ja   | Datei hochladen | Burgruine Liebenfels HERIS-ID: 35804 Objekt-ID: 34610                                                                     | Hoch-Liebenfels 24 Standort KG: Rosenbichl        | Die ausgedehnte Burgruine umfasst zwei mächtige romanische Bergfriede, eine gotische Wehrmauer, und Ruinen mehrerer Wohnbauten und einer gotischen Kapelle. | BDA-Hist.: Q1015404 Status: Bescheid Stand der BDA-Liste: 2025-06-30 Name: Burgruine Liebenfels GstNr.: .12 Burg Liebenfels (Kärnten)                                                                         |
| ja   | Datei hochladen | Römisches Heiligtum der Isis Noreia HERIS-ID: 34171 Objekt-ID: 32160                                                      | Hohenstein Standort KG: Rosenbichl                | Auf der Hochfläche südlich von Schloss Hohenstein wurden in den 1930er Jahren Reste einer Tempelanlage der Göttin Noreia-Iris aus dem 1. und 2. Jahrhundert freigelegt. Dabei entdeckte Skulpturen und Inschriften wurden ebenso wie die 1850 entdeckte Büste des Claudius Paternus Clementianus (siehe Foto) ins kärnten.museum gebracht. Frühere Funde aus dem Umfeld des Heiligtums befinden sich u. a. an der Kirche Pulst sowie an Schloss Hohenstein.                                                                                      | BDA-Hist.: Q1998956 Status: Bescheid Stand der BDA-Liste: 2025-06-30 Name: Römisches Heiligtum der Isis Noreia GstNr.: 468, 469, 485/1 Noreia-Heiligtum Hohenstein                                            |
| ja   | Datei hochladen | Schloss und Meierhof Hohenstein HERIS-ID: 35805 Objekt-ID: 34611                                                          | Hohenstein 1, 2 Standort KG: Rosenbichl           | Das symmetrisch angelegte Schloss wurde 1537 errichtet. Im 19. Jahrhundert nur mehr als Lagerhaus verwendet, erfolgte ab den 1930er Jahren eine Wiederinstandsetzung. Im Südturm eine Kapelle mit Altar; ein Epitaph wurde ins Landesmuseum Klagenfurt verbracht. | BDA-Hist.: Q2241619 Status: Bescheid Stand der BDA-Liste: 2025-06-30 Name: Schloss und Meierhof Hohenstein GstNr.: .87, .88 Schloss Hohenstein (Liebenfels)                                                   |
| ja   | Datei hochladen | Kath. Filialkirche hl. Bartholomäus in Liebenfels HERIS-ID: 54210 Objekt-ID: 62382                                        | Lebmach Standort KG: Rosenbichl                   | Die Kirche ist ein schlichter gotischer Bau mit vorgestelltem Westturm. Südlich des Chors ist die Sakristei angebaut, darunter ein Beinhaus. Im Inneren schlecht erhaltene Wandmalereien aus dem 16. Jahrhundert. Der barocke Hochaltar wird Johann Pacher zugeschrieben. | BDA-Hist.: Q38008019 Status: Bescheid Stand der BDA-Liste: 2025-06-30 Name: Kath. Filialkirche hl. Bartholomäus in Liebenfels GstNr.: .122 Saint Bartholomew Church (Liebenfels)                              |
| ja   | Datei hochladen | Schloss Liemberg HERIS-ID: 35808 Objekt-ID: 34615                                                                         | Liemberg 1 Standort KG: Liemberg                  | Das viergeschoßige Schloss aus dem 16. Jahrhundert weist turmartige Vorsprünge an den Fassaden auf. Im Südturm Renaissancefenster. | BDA-Hist.: Q2242202 Status: Bescheid Stand der BDA-Liste: 2025-06-30 Name: Schloss Liemberg GstNr.: .87 Schloss Liemberg                                                                                      |
| ja   | Datei hochladen | Ehem. Meierhof HERIS-ID: 46093 Objekt-ID: 47750                                                                           | Liemberg 12 Standort KG: Liemberg                 | Der Meierhof mit weit auskragendem Walmdach ist zum Teil aus Bruchsteinen gemauert, zum Teil in Holzblockweise errichtet. | BDA-Hist.: Q64765062 Status: Bescheid Stand der BDA-Liste: 2025-06-30 Name: Ehem. Meierhof GstNr.: .101 Meierhof Liemberg                                                                                     |
| ja   | Datei hochladen | Kath. Pfarrkirche hl. Jakobus major mit Friedhof und Mesnerhaus HERIS-ID: 54231 Objekt-ID: 62407                          | Liemberg Standort KG: Liemberg                    | Die im Kern romanische Kirche wurde mehrfach umgebaut. Im Inneren wurden 1966 Wandmalereien des 14. und 15. Jahrhunderts freigelegt. Im östlichen Chorfenster ist ein Glasgemälde aus dem 15. Jahrhundert. Zur Einrichtung gehören barocke Altäre mit zum Teil älteren Figuren. | BDA-Hist.: Q2082781 Status: § 2a Stand der BDA-Liste: 2025-06-30 Name: Kath. Pfarrkirche hl. Jakobus major mit Friedhof und Mesnerhaus GstNr.: .82, .83 Pfarrkirche Liemberg                                  |
| ja   | Datei hochladen | Urgeschichtliche Höhensiedlung Ottilienkogel HERIS-ID: 57844 Objekt-ID: 68160                                             | Ottilienkogel Standort KG: Rosenbichl             | Im Bereich der Gipfelkuppe des Ottilienkogels wurden in den 1930er Jahren Gegenstände aus Kupfer-, Eisen-, Bronze- und Römerzeit entdeckt. Die an der Ostseite noch deutlich erkennbaren Wallanlagen wurden 2009 archäologisch untersucht: Demnach war hier in keltischer Zeit ein Erdwall mit Palisade errichtet worden. Darüber errichtete man im 9. oder 10. Jahrhundert eine steinerne Wehrmauer für eine kleine Burganlage. Deren Reste wiederum wurden zur Zeit der Türkenkriege im ausgehenden Mittelalter zu einer Wallanlage ausgebaut. | BDA-Hist.: Q38078965 Status: § 2a Stand der BDA-Liste: 2025-06-30 Name: Urgeschichtliche Höhensiedlung Ottilienkogel GstNr.: 120                                                                              |
| ja   | Datei hochladen | Kath. Pfarrkirche Mariae Himmelfahrt und Karner HERIS-ID: 30151 Objekt-ID: 26882                                          | Pulst, Kirchplatz 5 Standort KG: Rosenbichl       | Die spätgotische Kirche mit dreijochigem netzrippengewölbten Langhaus und vorgestelltem Westturm ist von einer Wehrmauer umgeben. Im Inneren sind Wandmalereien aus dem 15. und 16. Jahrhundert erhalten. Der Hochaltar von Johann Georg Hittinger ist reich mit Schnitzfiguren geschmückt. Ein Leinwandbild wird Johann Martin Schmidt zugeschrieben. Der rechteckige spätromanische Karner südlich der Kirche wurde zu einer Leichenhalle umgebaut.                                                                                            | BDA-Hist.: Q29051274 Status: Bescheid Stand der BDA-Liste: 2025-06-30 Name: Kath. Pfarrkirche Mariae Himmelfahrt und Karner GstNr.: .36 Mariä Himmelfahrt (Pulst)                                             |
| ja   | Datei hochladen | Pfarrhof und Wirtschaftsgebäude (ehem. Kommende) HERIS-ID: 54445 Objekt-ID: 62723                                         | Pulst, Kirchplatz 1 und 2 Standort KG: Rosenbichl | Der ehemalige Pfarrhof ist ein im Kern spätgotischer Bau, der mehrmals verändert (1890: 3. und 4. Stockwerk abgetragen) und Ende des 20. Jahrhunderts umgebaut wurde. Bis 1822 war hier der Sitz der Johanniterkommende Pulst. 1890 wurde der Stadl nach einem Brand verlängert und gewölbt. | BDA-Hist.: Q38060895 Status: § 2a Stand der BDA-Liste: 2025-06-30 Name: Pfarrhof und Wirtschaftsgebäude (ehem. Kommende) GstNr.: .35 Pfarrhof Pulst                                                           |
| ja   | Datei hochladen | Kath. Filialkirche hl. Nikolaus HERIS-ID: 45756 Objekt-ID: 47185                                                          | Reidenau 2 Standort KG: Sörg                      | Der turmartige romanische Bau war zunächst wohl für Wehrzwecke errichtet worden und wurde im 15. Jahrhundert zu einer Kirche umgebaut. Anfang des 19. Jahrhunderts profaniert. | BDA-Hist.: Q1299385 Status: Bescheid Stand der BDA-Liste: 2025-06-30 Name: Kath. Filialkirche hl. Nikolaus GstNr.: .36 Ehemalige Kirche Reidenau                                                              |
| ja   | Datei hochladen | Kath. Filialkirche HERIS-ID: 54707 Objekt-ID: 63082                                                                       | bei Standort KG: Rottschaft Feistritz             | Die kleine, im Kern romanische Kirche wurde in der Gotik umgebaut. Zweistufige Strebepfeiler am Chor; Kreuzgratgewölbe aus dem 15. Jahrhundert. Zur Einrichtung gehören ein Knorpelwerkaltar von 1654 sowie eine spätgotische Leonhardsfigur. | BDA-Hist.: Q1413135 Status: § 2a Stand der BDA-Liste: 2025-06-30 Name: Kath. Filialkirche GstNr.: .17 Filialkirche hl. Leonhard, Sankt Leonhard, Liebenfels                                                   |
| ja   | Datei hochladen | Pfarrhof HERIS-ID: 54963 Objekt-ID: 63417                                                                                 | Sörg 1 Standort KG: Sörg                          | Der barocke Pfarrhof wurde im dritten Viertel des 18. Jahrhunderts erbaut. | BDA-Hist.: Q38063094 Status: § 2a Stand der BDA-Liste: 2025-06-30 Name: Pfarrhof GstNr.: .10 Pfarrhof Sörg |
| ja   | Datei hochladen | Kath. Pfarrkirche hl. Martin, Kirchturm und ehem. wehrhafter Friedhof HERIS-ID: 54964 Objekt-ID: 63419                    | Sörg Standort KG: Sörg                            | Die steinplattlgedeckte Kirche mit Dachreiter ist ein spätgotischer Bau mit Netzgratgewölbe in Langhaus und Chor. Eine Nebenkapelle in der Nordseite des Chors geht vermutlich auf einen romanischen Karner zurück. Ein paar Meter nördlich der Kirche steht frei ein mächtiger fünfgeschoßiger romanischer Turm aus dem 13. Jahrhundert. | BDA-Hist.: Q38063104 Status: § 2a Stand der BDA-Liste: 2025-06-30 Name: Kath. Pfarrkirche hl. Martin, Kirchturm und ehem. wehrhafter Friedhof GstNr.: .12 Pfarrkirche hl. Martin, Sörg (Liebenfels)           |
| ja   | Datei hochladen | Kath. Filialkirche hl. Martin HERIS-ID: 55133 Objekt-ID: 63676                                                            | Wasai Standort KG: Liemberg                       | Die mit Lärchenschindeln gedeckte Kirche ist ein kleiner Bau mit Dachreiter und Vorlaube. Die Kanzel stammt aus dem 17. Jahrhundert. | BDA-Hist.: Q1413308 Status: § 2a Stand der BDA-Liste: 2025-06-30 Name: Kath. Filialkirche hl. Martin GstNr.: .6 Filialkirche hl. Martin, Wasai                                                                |
| ja   | Datei hochladen | Kath. Pfarrkirche hl. Johannes Baptist und kath. Filialkirche hl. Stephanus mit Friedhof HERIS-ID: 55231 Objekt-ID: 63803 | Zweikirchen Standort KG: Hardegg                  | Die Pfarrkirche ist ein barockisierter gotischer Bau mit schlankem Sakristeiturm. Im Langhaus ein Deckengemälde; netzgratgewölbter Chor mit dekorativen Putzrippen. Zur Einrichtung zählt eine bemerkenswerte spätbarocke Kreuzigungsgruppe. Unmittelbar neben dieser Pfarrkirche steht eine kleine, im Kern romanische, Filialkirche. An beiden Kirchen zahlreiche Römersteine; an der Südseite der Pfarrkirche ist eine schöne Schrankenplatte aus dem 9. Jahrhundert eingemauert.                                                             | BDA-Hist.: Q1743021 Status: § 2a Stand der BDA-Liste: 2025-06-30 Name: Kath. Pfarrkirche hl. Johannes Baptist und kath. Filialkirche hl. Stephanus mit Friedhof GstNr.: .1 Pfarrkirche in Zweikirchen         |